# Горы Нереид
Горы Нереид (лат. и англ. Nereidum Montes) — горный хребет на Марсе, расположенный на северо-восточном крае равнины Аргир. Координаты центра — 37°34′ ю. ш. 43°13′ з. д. / 37,57° ю. ш. 43,21° з. д. В поперечнике горы охватывают 3677 км. В горах находится «кратер-смайлик» (45°06′ ю. ш. 55°00′ з. д. / 45,1° ю. ш. 55,0° з. д.), который по размерам меньше «улыбающегося» кратера Галле.

## Овраги
Овраги являются характерной особенностью некоторых широт Марса. Как правило, они встречаются на стенах кратеров или других впадин, но горы Нереид имеют овраги в некоторых областях. Овраги обычно возникают на крутых склонах, особенно на склонах кратеров.
Учёные считают, что овраги на горах Нереид, являются относительно молодыми, так как они содержат мало кратеров, которые в основном лежат поверх песчаных дюн.

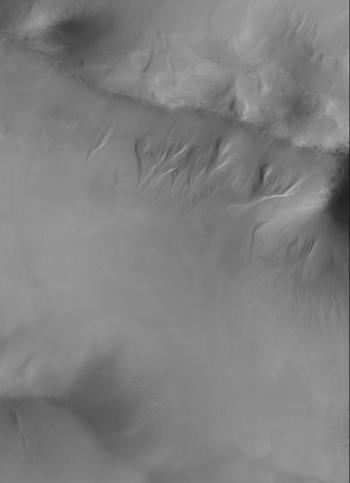
Овраги на горах Нереид, снимок орбитального аппарата MRO
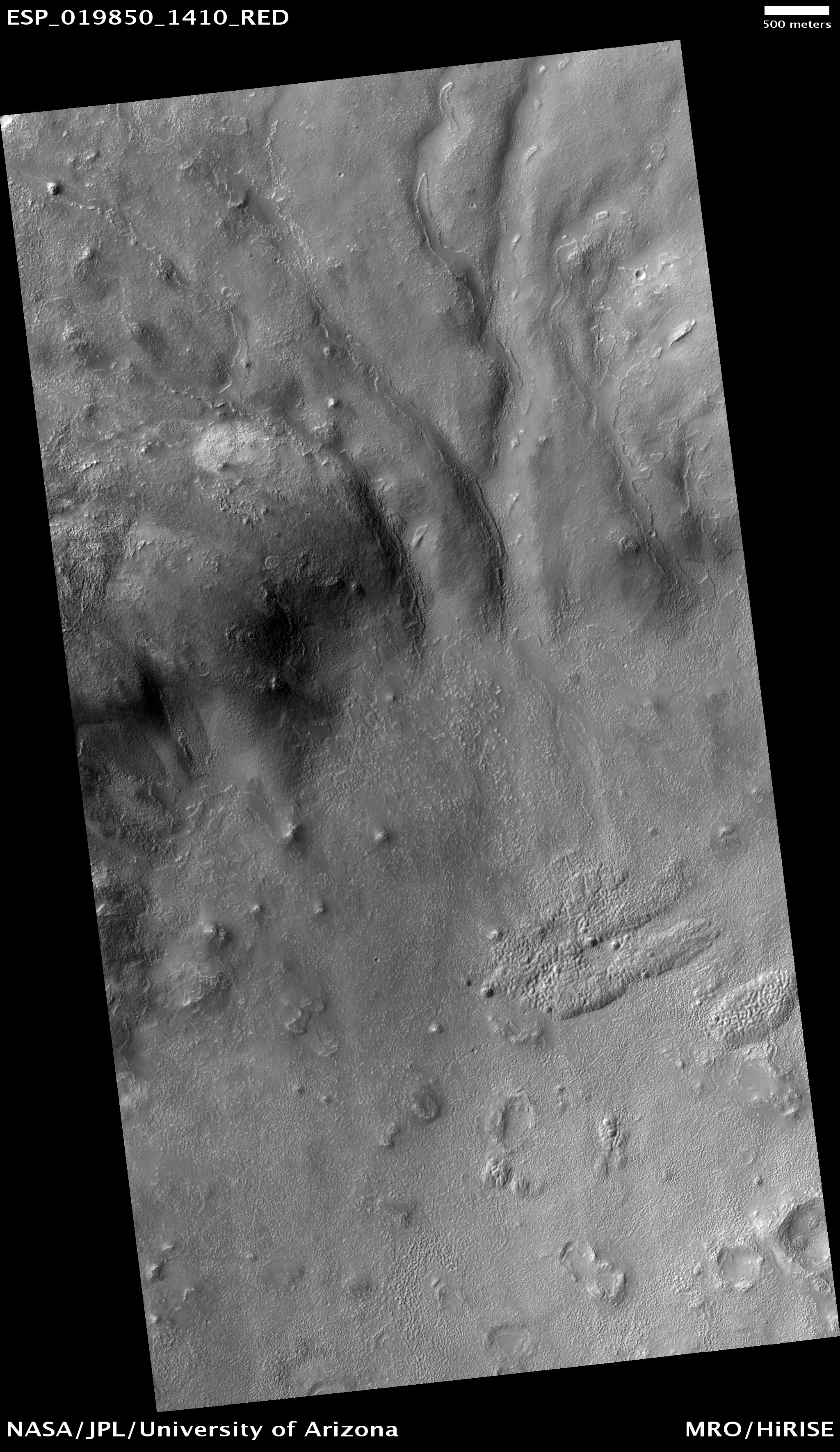
Рельеф около гор Нереид, снимок орбитального аппарата MRO